# RusVelo/Saison 2012
Dieser Artikel listet Erfolge und Fahrer des Radsportteams RusVelo in der Saison 2012 auf.

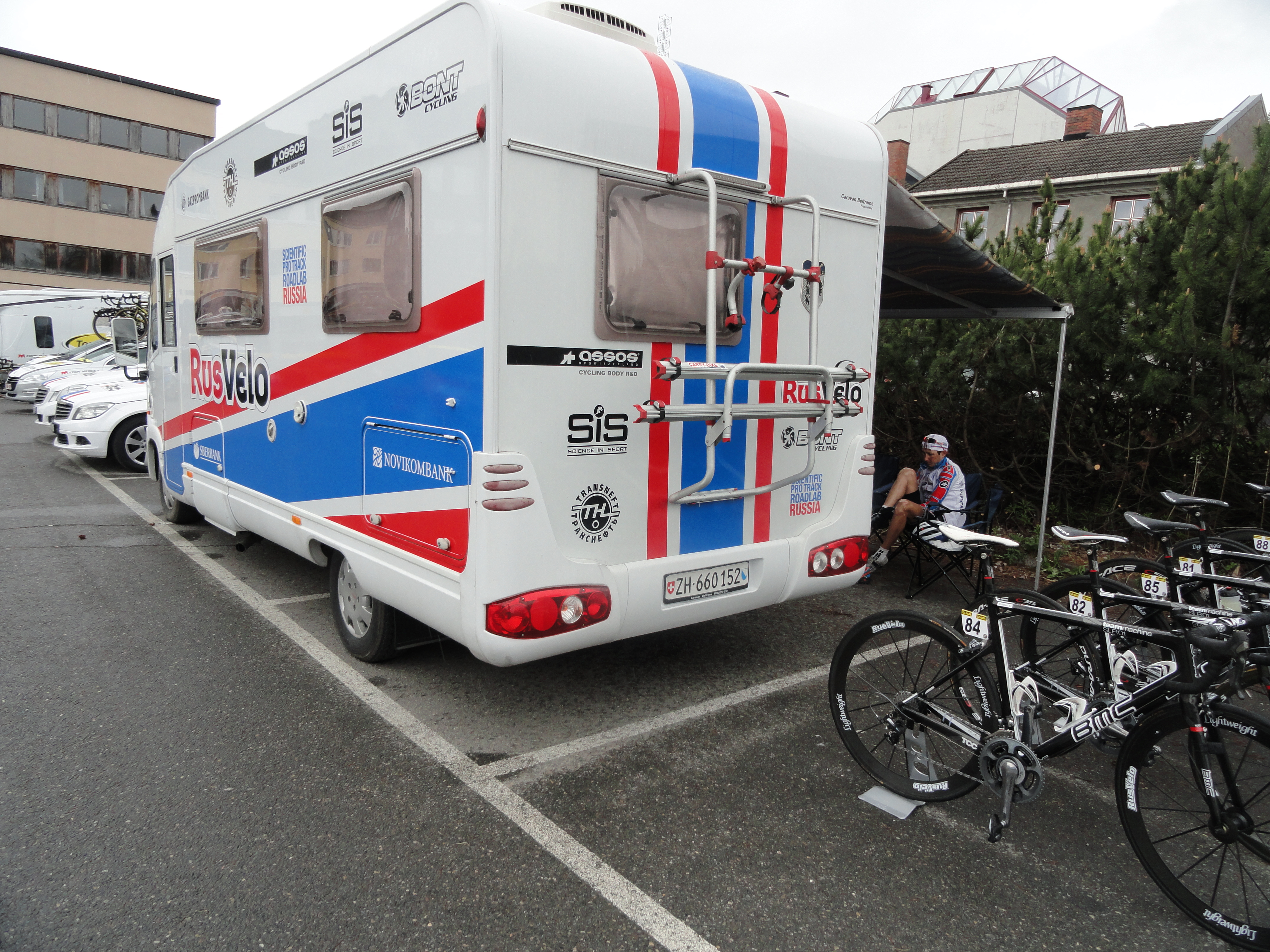
Fahrzeug des Teams bei der Tour of Norway 2012

## Erfolge in der UCI Asia Tour
In den Rennen der Saison 2012 der UCI Asia Tour gelangen die nachstehenden Erfolge.
| Datum         | Rennen                         | Kat. | Sieger         |
| ------------- | ------------------------------ | ---- | -------------- |
| 7. Juli       | 8. Etappe Tour of Qinghai Lake | 2.HC | Artur Jerschow |
| 21. September | 3. Etappe Tour of China II     | 2.1  | Leonid Krasnow |
| 20. Oktober   | 1. Etappe Tour of Hainan       | 2.HC | Leonid Krasnow |

## Erfolge in der UCI Europe Tour
In den Rennen der Saison 2012 der UCI Europe Tour gelangen die nachstehenden Erfolge.
| Datum     | Rennen                                        | Kat. | Sieger            |
| --------- | --------------------------------------------- | ---- | ----------------- |
| 4. März   | 2. Etappe Vuelta a Murcia (EZF)               | 2.1  | Alexander Serow   |
| 8. April  | 5. Etappe Grand Prix of Sochi                 | 2.2  | Leonid Krasnow    |
| 18. April | 1. Etappe Grand Prix of Adygeya               | 2.2  | Sergei Firsanow   |
| 20. April | 3. Etappe Grand Prix of Adygeya               | 2.2  | Alexander Mironow |
| 22. April | 5. Etappe Grand Prix of Adygeya               | 2.2  | Wiktor Manakow    |
| 6. Mai    | 2. Etappe Vuelta a la Comunidad de Madrid     | 2.1  | Sergei Firsanow   |
| 5.–6. Mai | Gesamtwertung Vuelta a la Comunidad de Madrid | 2.1  | Sergei Firsanow   |

## Mannschaft
| Fahrer              | Geburtsdatum        | Land         | Team 2011           |
| ------------------- | ------------------- | ------------ | ------------------- |
| Arkimedes Arguelyes | 9. Juli 1988        | Russland     | Katusha Team        |
| Alexander Chatunzew | 11. Februar 1985    | Russland     | Moscow (2010)       |
| Sergei Firsanow     | 3. Juli 1982        | Russland     | Itera-Katusha       |
| Artur Jerschow      | 7. März 1990        | Russland     | Lokomotiv (2009)    |
| Nikita Jeskow       | 23. Januar 1983     | Russland     | Team Katusha (2010) |
| Waleri Kaikow       | 7. Mai 1988         | Russland     | Lokomotiv (2009)    |
| Sergei Klimow       | 7. Juli 1980        | Russland     | Team Katusha (2010) |
| Iwan Kowaljow       | 26. Juli 1986       | Russland     | Moscow (2010)       |
| Jewgeni Kowaljow    | 6. März 1989        | Russland     | Itera-Katusha       |
| Dmitri Kosontschuk  | 5. April 1984       | Russland     | Geox-TMC            |
| Leonid Krasnow      | 24. Januar 1988     | Russland     | Itera-Katusha       |
| Wiktor Manakow      | 9. Juni 1992        | Russland     | Neoprofi            |
| Alexei Markow       | 26. Mai 1979        | Russland     | Team Katusha (2009) |
| Alexander Mironow   | 22. Januar 1984     | Russland     | Katusha Team        |
| Artjom Owetschkin   | 11. Juli 1986       | Russland     | Katusha Team        |
| Iwan Rowny          | 30. September 1987  | Russland     | Team RadioShack     |
| Iwan Sawizki        | 6. März 1992        | Russland     | Neoprofi            |
| Nikolai Schurkin    | 5. Mai 1991         | Russland     | Neoprofi            |
| Alexander Serow     | 12. November 1982   | Russland     | Team Katusha (2009) |
| Matwei Subow        | 22. Januar 1991     | Russland     | Katusha U21 Team    |
| Nikolai Trussow     | 2. Juli 1985        | Russland     | Katusha Team        |
| Waleri Walynin      | 10. Dezember 1986   | Russland     | Moscow (2009)       |
| Stagiaires          | Stagiaires          | Nationalität | Nationalität        |
| Alexander Budaragin | Alexander Budaragin | Russland     | Russland            |
| Roman Maikin        | Roman Maikin        | Russland     | Russland            |
| Anton Samochwalow   | Anton Samochwalow   | Russland     | Russland            |